# Cerro Sombrero
 Cerro Sombrero, littéralement « mont Chapeau » en espagnol, est une ville du Chili, située en Terre de Feu à 125 km au nord-est de Porvenir. Chef-lieu de la commune de Primavera, elle fait partie de la province de Tierra del Fuego et de la région de Magallanes et de l'Antarctique chilien. La ville a été créée en 1958 comme lieu de résidence pour les employés et leur famille de la compagnie pétrolière Empresa Nacional del Petróleo (ENAP) travaillant dans la région.